# Kúpos kerekszájúcsiga
A kúpos kerekszájúcsiga (Borysthenia naticina) Közép- és Kelet-Európa folyóiban honos vízicsigafaj.

## Megjelenése
A csigaház 4–5 mm magas, 5–6 mm széles, három közepesen domború kanyarulatból áll. Hasonlít a változékony kerekszájúcsigához, de háza lapítottabb, az utolsó kanyarulat pedig jobban kiszélesedik. A héj sárgás szaruszínű, finoman rovátkolt. Egyébként kör alakú szájadéka felül kihegyesedik. Köldöke tág. Az állat madártoll alakú kopoltyúval lélegzik, ha visszahúzódik házába, a szájadékot szájfedővel (operculummal) zárja le.  

## Elterjedése
Közép- és Kelet-Európában él, elterjedésének nyugati határa Németországban (Bajorország és Brandenburg tartományokban), a keleti pedig Nyugat-Oroszországban van. Északon a Baltikumig, délen a Fekete-tenger medencéjéig fordul elő. A Dnyeper, Dnyeszter, Déli-Bug, Duna, Nyeman, Visztula, Warta és Odera folyók és mellékágaik lakója. Magyarországon csak a Dunából ismert. Német- és lengyelországi populációja kritikusan veszélyeztetett, Ausztriában kipusztult.

## Életmódja
A kúpos kerekszájúcsiga a lassú, homokos aljzatú síkvidéki folyók lakója. Megtermékenyített petéi az anyai szervezetben érnek meg és a csiga közvetlenül kikelésükkor rakja le őket.
Magyarországon védett, természetvédelmi értéke 5000 Ft.